# 恋は邪魔もの
「恋は邪魔もの」（こいはじゃまもの）は、日本の歌手である沢田研二の9枚目のシングルである。
1974年3月21日にポリドール・レコードより発売された。

## 解説
- レコードのジャケットに井上堯之バンドの写真を散らばせ、バンド色を前面に押し出している。

## 収録曲
1. 恋は邪魔もの
  - 作詞:安井かずみ／作曲:加瀬邦彦／編曲:大野克夫
2. 遠い旅
  - 作詞:安井かずみ／作曲:井上堯之／編曲:井上堯之

## 参加ミュージシャン
- 井上堯之バンド
  - 井上堯之
  - 速水清司
  - 岸部修三
  - 原田祐臣
  - 大野克夫